# Commissario europeo dei Paesi Bassi
Il commissario europeo dei Paesi Bassi è un membro della Commissione europea proposto al Presidente della Commissione dal Governo dei Paesi Bassi.
I Paesi Bassi hanno diritto ad un commissario europeo dal 1º gennaio 1958, anno dell'entrata in vigore dei Trattati di Roma, di cui erano firmatari, che istituivano la Comunità Economica Europea.

## Lista dei commissari europei dei Paesi Bassi
| Commissario        | Competenza | Commissione                               | Periodo        | Partito |
| ------------------ | --- | ----------------------------------------- | -------------- | ------- |
| Wopke Hoekstra     | Clima, azzeramento delle emissioni nette e crescita pulita                                                                         | von der Leyen II                          | 2024-in carica | CDA     |
| Wopke Hoekstra     | Azione per il clima | von der Leyen I                           | 2023-2024      | CDA     |
| Frans Timmermans   | Green Deal europeo e Clima (Primo Vicepresidente)                                                                                  | von der Leyen I                           | 2019-2023      | PvdA    |
| Frans Timmermans   | Migliore legislazione e relazioni interistituzionali e stato di diritto e la carta dei diritti fondamentali (Primo Vicepresidente) | Juncker                                   | 2014-2019      | PvdA    |
| Neelie Kroes       | Agenda digitale (Vicepresidente)                                                                                                   | Barroso II                                | 2010-2014      | VVD     |
| Neelie Kroes       | Concorrenza | Barroso I                                 | 2004-2010      | VVD     |
| Frits Bolkestein   | Mercato interno, fiscalità e unione doganale                                                                                       | Prodi                                     | 1999-2004      | VVD     |
| Hans van den Broek | Relazioni esterne e con i Paesi dell'Europa Centrale e dell'Est                                                                    | Santer e Marín                            | 1995-1999      | CDA     |
| Hans van den Broek | Relazioni esterne | Delors III                                | 1993-1995      | CDA     |
| Frans Andriessen   | Relazioni esterne e commercio | Delors II                                 | 1989-1993      | KVP     |
| Frans Andriessen   | Agricoltura e pesca | Delors I                                  | 1985-1989      | KVP     |
| Frans Andriessen   | Concorrenza e relazioni con il Parlamento europeo                                                                                  | Thorn                                     | 1981-1985      | KVP     |
| Henk Vredeling     | Occupazione e affari sociali (Vicepresidente)                                                                                      | Jenkins                                   | 1977-1981      | PvdA    |
| Pierre Lardinois   | Agricoltura | Ortoli                                    | 1973-1977      | KVP     |
| Maan Sassen        | Concorrenza | Rey                                       | 1967-1970      | KVP     |
| Sicco Mansholt     | Presidente | Mansholt                                  | 1972-1973      | PvdA    |
| Sicco Mansholt     | Agricoltura (Vicepresidente) | Hallstein I, Hallstein II, Rey e Malfatti | 1958-1972      | PvdA    |